# Trachemys
Trachemys is een geslacht van schildpadden uit de familie van de moerasschildpadden (Emydidae). Vrijwel alle soorten die tot dit geslacht behoren, werden vroeger tot Pseudemys gerekend, waardoor de namen soms door elkaar gebruikt worden. De wetenschappelijke naam werd gepubliceerd in 1857 door Louis Agassiz.  
Er zijn zeventien verschillende soorten die voornamelijk in Midden- en Zuid-Amerika leven; enkele soorten komen wat noordelijker voor in Mexico of de Verenigde Staten. De meeste soorten leven echter rond de Caraïben, Cuba, Hispaniola, Puerto Rico, Jamaica, de Antillen, Brazilië en Argentinië. Het zijn typische moerasschildpadden die veel op het land komen om te zonnen, maar snel het water induiken bij gevaar. Een aantal soorten is populair in de dierenhandel als huisdier. Denk hierbij aan Trachemys scripta waartoe de roodwangschildpad behoort; al mag deze niet meer verhandeld worden in de Europese Unie.

## Soorten
- Trachemys adiutrix
- Trachemys callirostris
- Trachemys decorata
- Trachemys decussata
- Braziliaanse sierschildpad (Trachemys dorbigni)
- Trachemys gaigeae
- Trachemys grayi
- Trachemys hartwegi
- Trachemys medemi
- Trachemys nebulosa
- Pauwoogsierschildpad (Trachemys ornata)
- Lettersierschildpad (Trachemys scripta)
- Trachemys stejnegeri
- Trachemys taylori
- Antilliaanse sierschildpad (Trachemys terrapen)
- Trachemys venusta
- Trachemys yaquia